# 伊比利亚猪

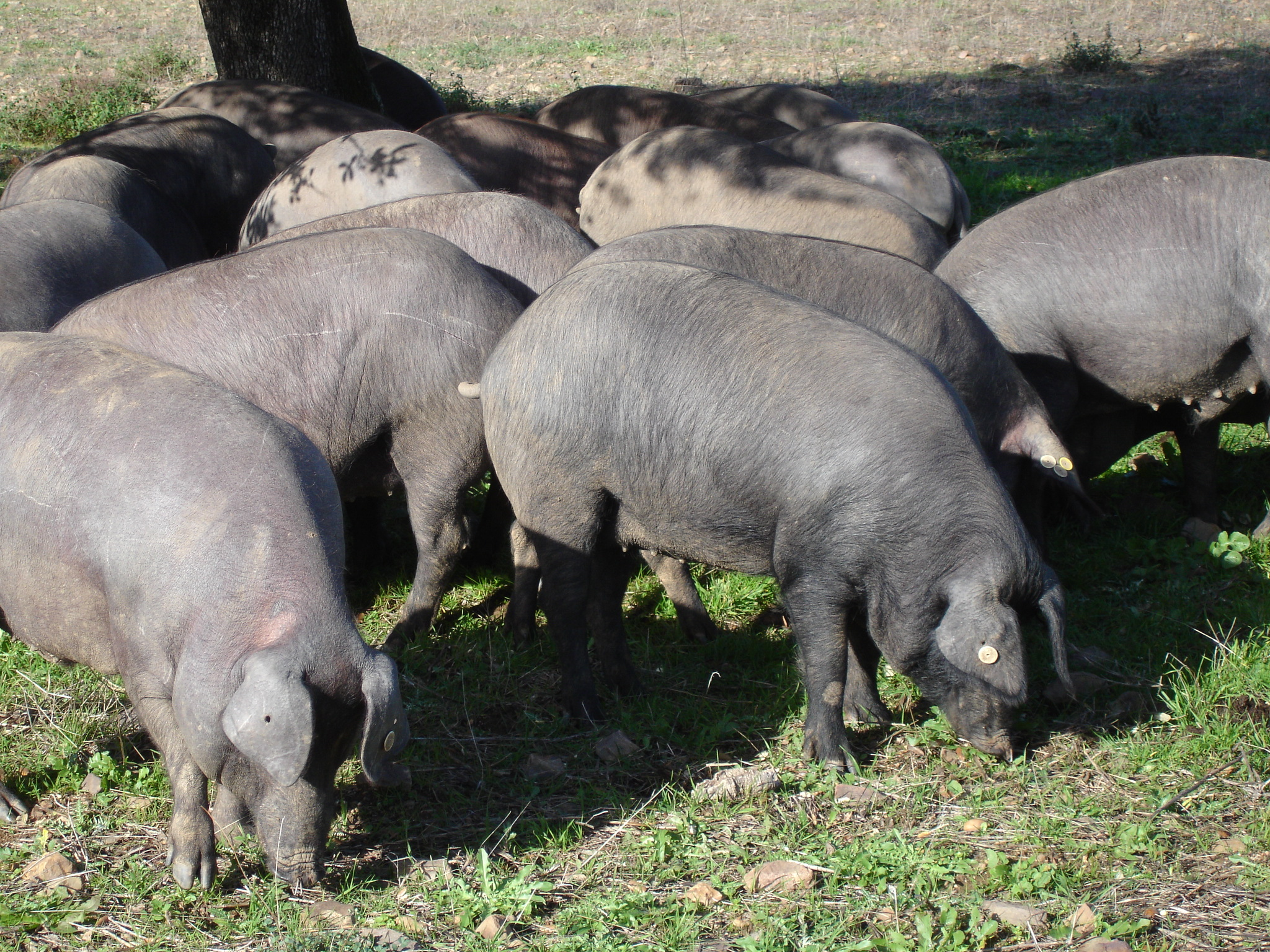
西班牙埃斯特雷马杜拉的伊比利亚猪

伊比利亚猪（西班牙語：Cerdo ibérico），是原产于伊比利半岛的传统家猪品种。伊比利猪的起源可以可能追溯到新石器时代，当时动物的驯化刚刚出现。目前主要分布于葡萄牙中部和南部以及西班牙。
最为普遍接受的理论是，腓尼基人最早把猪从地中海东岸（现黎巴嫩）带到伊比利半岛，并在那里将其与野猪交配。这次跨越造就了今天伊比利猪的祖先。伊比利亚猪的生产深深根植于地中海的生态系统。这是世界养猪生产中的一个罕见例子，猪对保持生态系统建设做出了决定性的贡献。伊比利亚猪是目前少有的已经适应田园生态的家养品种，特别是当地天然资源丰富。在这例子中，包括圣栎、染色栎和栓皮栎的橡子。
由于爆发非洲猪瘟以及动物脂肪的价值降低等多个因素，伊比利猪的数量自1960年起大幅减少。然而，在过去的几年中，伊比利猪的产量已经增加并可满足顶级肉类和腌制食品更新的需求。同时，品种的专业化导致了一些原有品种消失。
这一传统品种食欲较好且倾于肥胖，包括巨大的肌内和表皮脂肪的蓄积能力。高肌内脂肪含量可以产生典型的大理石纹，加上餵食橡子的传统方法，使得火腿的味道十分特别。伊比利猪的肉品生产与工业农场在集约化的条件下饲养的特定品种猪所获得其他肉类产品完全不同，它是高品質、高价值的肉类产品典范。从人类的生物医学角度看，伊比利猪很有意义。牠们具有高食量并倾向于肥胖，但同时拥有高血清瘦素。
伊比利猪可以是红色或暗色，黑色的猪在深色和灰色之间，猪毛少或無，体型较瘦，因而常被称为pata negra或“黑蹄”。在传统管理方式下，猪自由分布在稀疏的橡树林（牧场，“dehesa”），它们不断地运动，因而比密闭式环境下的猪燃烧更多卡路里比。这样也就生产出细骨的典型伊比利亚火腿 （jamón ibérico）。饲养一头猪至少需要一公顷健康的牧场（dehesa）。因为树木可能已经有好几百年的历史，对失去的橡树森林（dehesa）重新造林前景渺茫。真正的牧场（dehesa）是拥有四种不同类型橡树的丰富多元的栖息地，橡树对于优质火腿的生产至关重要。大部分的橡子收获自圣栎（11月至2月），但季节太短。西班牙橡木和瘿橡木以及晚季栓皮栎的提前收获，将橡子生产期延长为9月到4月。